# Eudyptes chrysocome
Il pinguino saltarocce, (Eudyptes chrysocome Forster, 1781) è un uccello della famiglia Spheniscidae.

## Descrizione

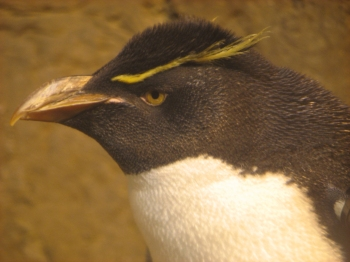
Primo piano di E. chrysocome

Ha un corpo piuttosto tozzo, nero sul dorso e bianco sul ventre. Caratteristiche sono le lunghe piume gialle, simili a sopracciglia, poste ai lati della testa.

## Biologia
Formano ampie colonie in zone costiere rocciose; il nome della specie deriva proprio dall'abitudine di spostarsi lungo le spiagge saltando da un masso all'altro.

### Alimentazione
Catturano le prede tuffandosi sott'acqua. Si nutrono principalmente di krill (Euphausia vallentini, E. lucens) e anfipodi (Themisto gaundichaudii), ma anche di pesci e cefalopodi.

### Riproduzione
La stagione riproduttiva è variabile, tra settembre e dicembre, con un inizio più tardivo per le popolazioni meridionali.

## Sistematica
La specie è suddivisa in 2 sottospecie:
- Eudyptes chrysocome chrysocome  (J.R.Foster, 1781) - diffusa fra le isole Falkland e Capo Horn.
- Eudyptes chrysocome filholi (Hutton, 1879) - diffusa nelle isole Kerguelen e nelle isole subantartiche della Nuova Zelanda

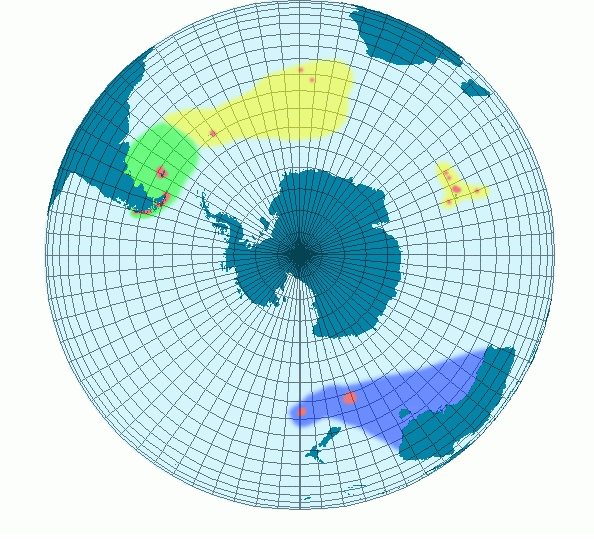
areale di E. chrysocome chrysocome
areale di E. chrysocome filholi
areale di E. moseleyi
zone di nidificazione

     areale di E. chrysocome chrysocome
     areale di E. chrysocome filholi
     areale di E. moseleyi
     zone di nidificazione

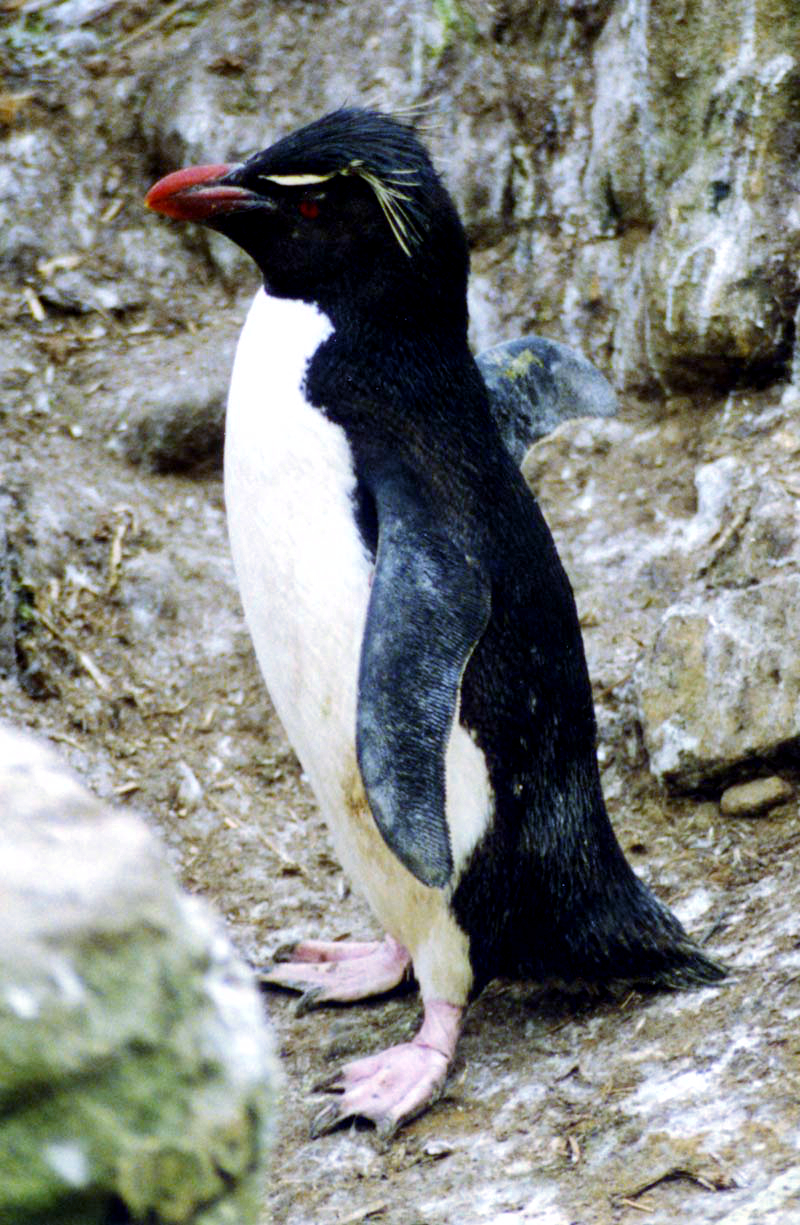
E. chrysocome chrysocome
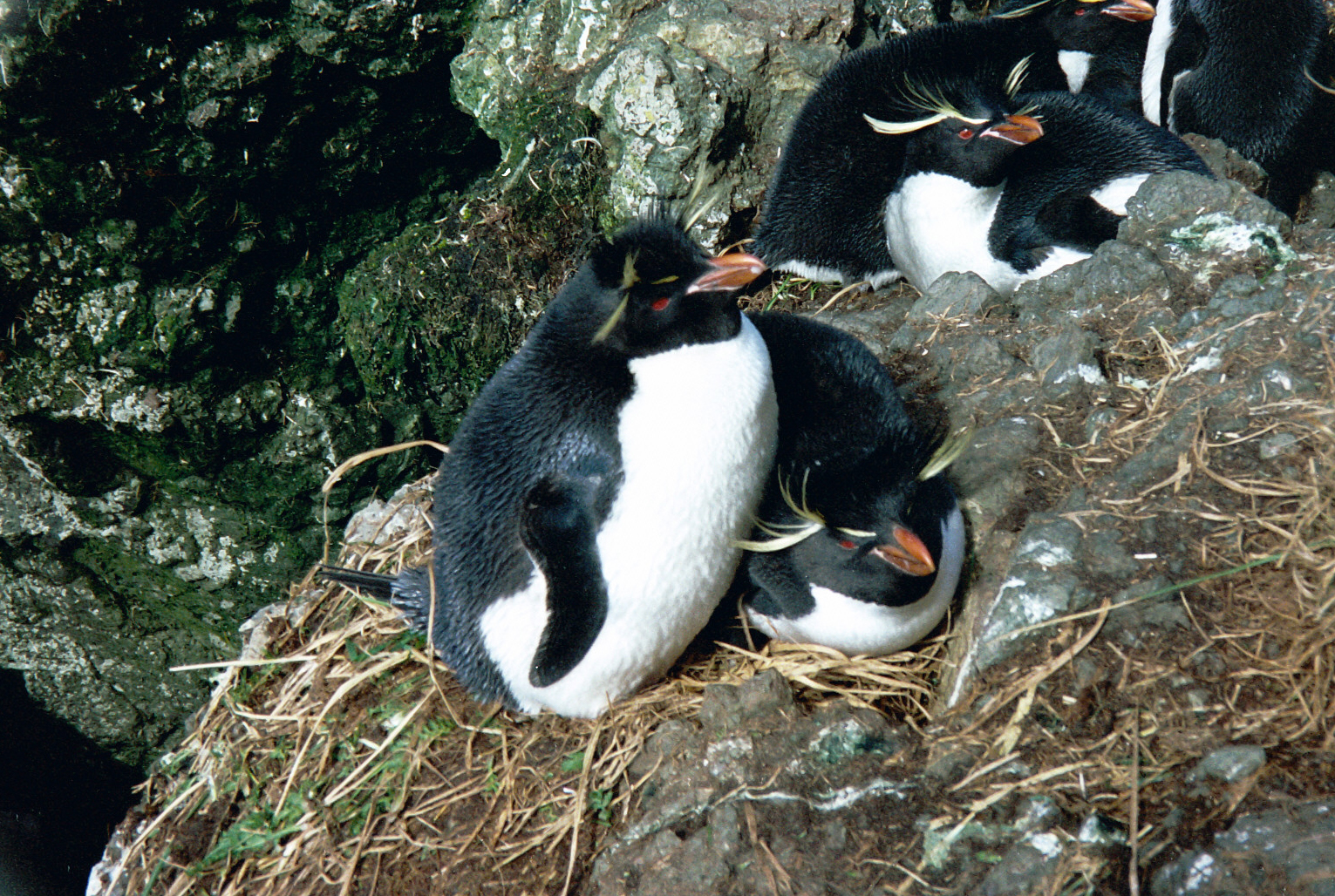
E. chrysocome filholi

In passato veniva considerata una terza sottospecie (E. chrysocome moseleyi) oggi elevata al rango di specie a sé stante (Eudyptes moseleyi).

## Distribuzione e habitat
E. chrysocome nidifica in numerose isole dell'oceano Atlantico meridionale, dell'oceano Indiano meridionale e dell'oceano Pacifico meridionale.

Delle due sottospecie note, E. chrysocome chrysocome nidifica sulle isole Falkland (o Malvine), e in numerose altre isole al largo delle coste di Cile e Argentina, sino a Capo Horn; la sottospecie E. chrysocome filholi ha i suoi siti di nidificazione sulle isole del Principe Edoardo (Sudafrica), sulle isole Crozet e Kerguelen (Territori Francesi Meridionali), sulle isole Heard e Macquarie (Australia) e sulle isole Campbell, Auckland e Antipodi (Nuova Zelanda).